# Målarguldbagge
Målarguldbagge (Oxythyrea funesta) är en skalbaggsart som beskrevs av Nikolaus Poda von Neuhaus 1761. Enligt Catalogue of Life ingår målarguldbagge i släktet Oxythyrea och familjen Cetoniidae, men enligt Dyntaxa är tillhörigheten istället släktet Oxythyrea och familjen bladhorningar. Arten har ej påträffats i Sverige. Inga underarter finns listade i Catalogue of Life.

## Bildgalleri

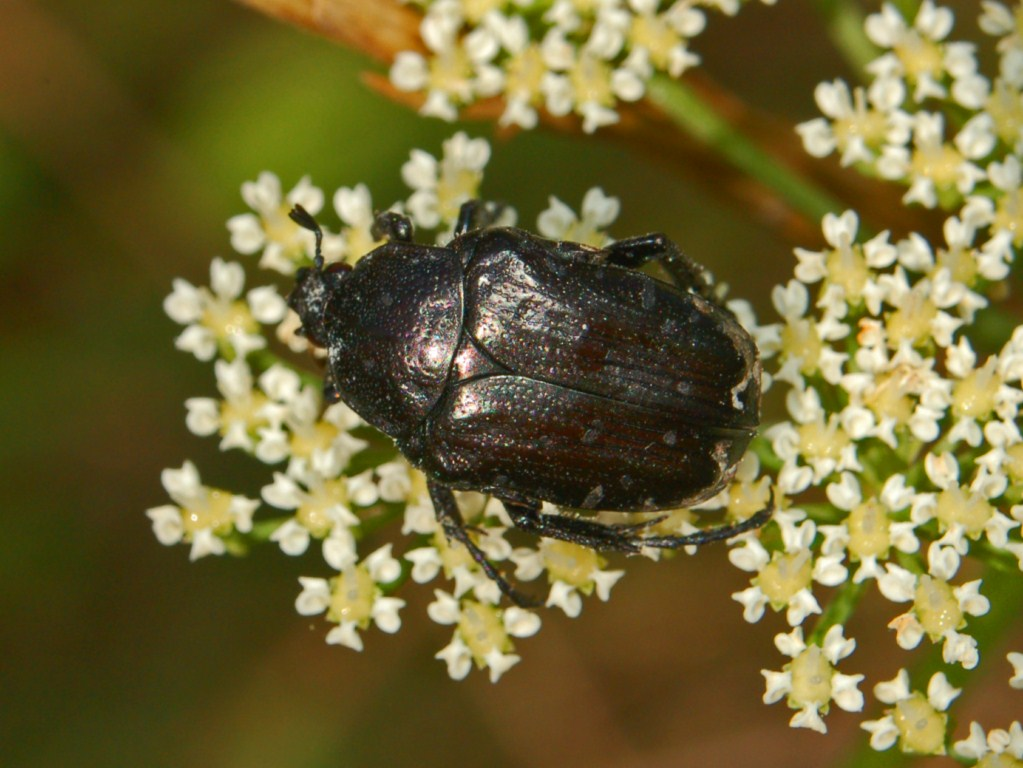
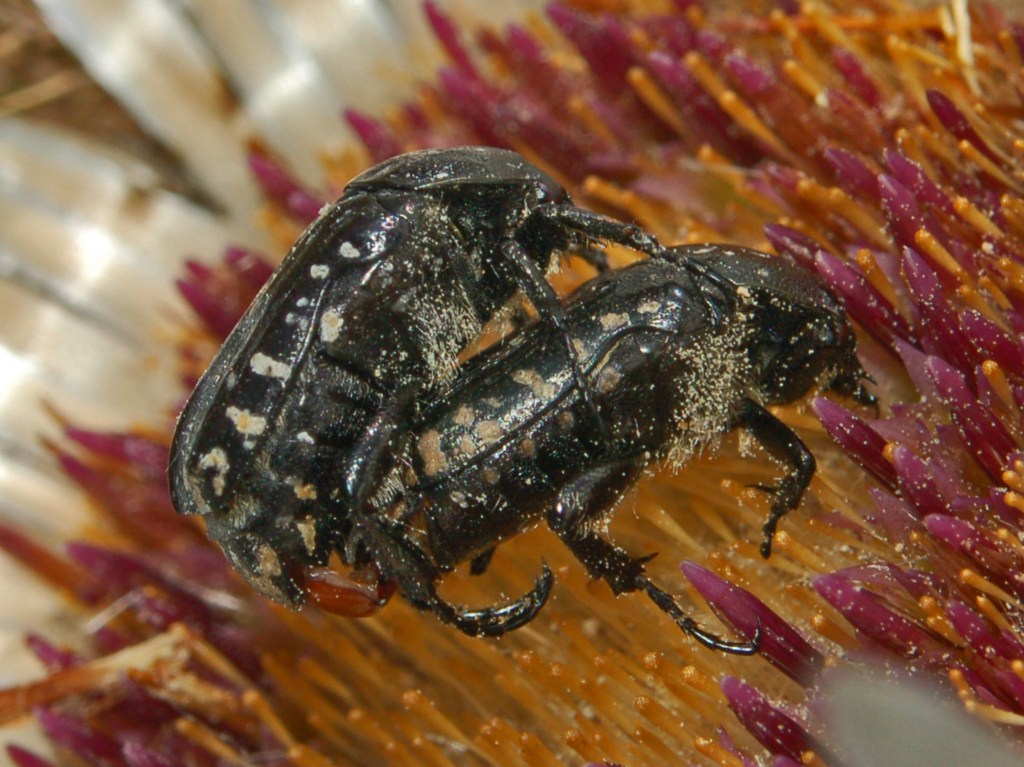